# Promontorio (meteorologia)
Il promontorio in meteorologia è una figura barica di forma elongata che presenta un'area di alta pressione al centro. Le isobare circostanti presentano una forma a cuneo, a differenza del centro di alta pressione, che è una figura barica chiusa (centro di alta pressione e isobare chiuse che lo circondano, di pressione via via decrescente).